# توافقنامه رم
توافقنامه رم (به انگلیسی: Treaty of Rome یا EEC Treaty) به‌صورت رسمی معاهده تأسیس جامعه اقتصادی اروپا (به انگلیسی: Treaty establishing the European Economic Community)، به مجموعه قراردادهایی گفته می‌شود که در ۲۵ مارس ۱۹۵۷ بین کشورهای فرانسه، آلمان غربی، ایتالیا، بلژیک، هلند و لوکزامبورگ در رم به امضا رسید و منجر به تشکیل جامعهٔ اقتصادی اروپا موسوم به «بازار مشترک» و جامعهٔ انرژی اتمی اروپا موسوم به «اوراتوم» شد.